# Elizardo Martínez Vilas
Elizardo Martínez Vilas ( Buenos Aires, Argentina, 24 de noviembre de 1902 – ibídem 8 de mayo de 1976 ) que usaba el seudónimo de Marvil, fue un poeta y letrista que compuso canciones de gran popularidad y, en especial, dentro del género del tango, recordándose en especial sus obras Y sonó el despertador, Así se baila el tango y Se lustra señor.

## Actividad profesional
Desde mediados de la década de 1930 escribió durante unos 20 años piezas de mucha difusión de las que son buen ejemplo La vida me engañó, con música de Alfonso Casini, que, entre otros, grabaron Carlos Di Sarli con la voz de Jorge Durán y Julio Martel con la orquesta de Alfredo De Angelis, Se lustra señor (1946) con música de Eduardo Del Piano y Enrique Alessio, que grabaron Ángel Vargas y Alberto Castillo, Cómo nos cambia la vida (1953), con música  de Roberto Rufino que le grabó Oscar Larroca cantando en la orquesta de De Angelis, En tus brazos, con música de Carlos Zárate que también grabó Larroca con De Angelis, y Frente al espejo, con música de Arturo Gallucci que registró Alfredo del Río con la orquesta dirigida por Eduardo Rovira. Además son de su autoría la letra y música de un tango con un toque humorístico, Y sonó el despertador.
También escribió letras de valses, tales como En un rincón de Hungría, una de sus primeras obras, con música de César Ginzoy que Francisco Canaro con el cantor Roberto Maida en 1937 para el sello Odeon; Amar y soñar, musicalizado y registrado por Roberto Rufino, en 1953; La perinola, con música de Ángel Condercuri, del que hay una versión de 1956 de la orquesta Miguel Caló y el dúo Roberto Mancini y Alfredo Dalton y Has llegado, con música de Edgardo Donato que grabó en 1955 con la voz de Roberto Morel.
Entre sus otras obras que se recuerdan se encuentran, entre otras, Abismo, Agravios, Amor amor, Astillas, Buzón, Cabecita descocada, Carta para Renée, Cipriano, Color de rouge, Cómo pude hacerte mal, Corazón, Corazón cobarde, Corbatita voladora, Descorazonado, Desconsuelo, Dilema, El mate amargo, que tiene una hermosa versión del cantor Alberto Morán,  Esta noche hay una fiesta, Gusto a vos, Heridas, Me quema los labios, Mi linda chiquita, Muñeca mía, Oiga rubia, Porque no te tengo más, Soy un yo yo, Tan solo tú, Tengo que estar loco, Tu boca era un clavel, Un loco se escapó y Una flor de percal.
También colaboraron en la musicalización de sus versos otros importantes músicos como Atilio Bruni, José Dames, Mario Demarco, Oscar Herrero, Mariano Mores, Elías Randal, Antonio Rodio, Manuel Sucher y Manuel Vidal. Interpretaron sus tangos además de los ya nombrados, Enrique Campos, Alberto Marino, Juan Carlos Godoy y Héctor Mauré, entre otros cantores consagrados.

## Valoración
Dice Ricardo García Blaya que Elizardo Martínez Vilas "supo interpretar la época que le tocó vivir, con humor y sensibilidad, retratando el paisaje de su juventud con típicas acuarelas llenas de ternura y con el sello de los años cuarenta".